# Crémère
Le Crémère (en italien, Cremera) est une rivière du Latium (Italie centrale), d'une longueur de 36,7 km, qui prend sa source au Monte Silio et conflue dans le Tibre en rive droite, à environ 10 km au nord de Rome.

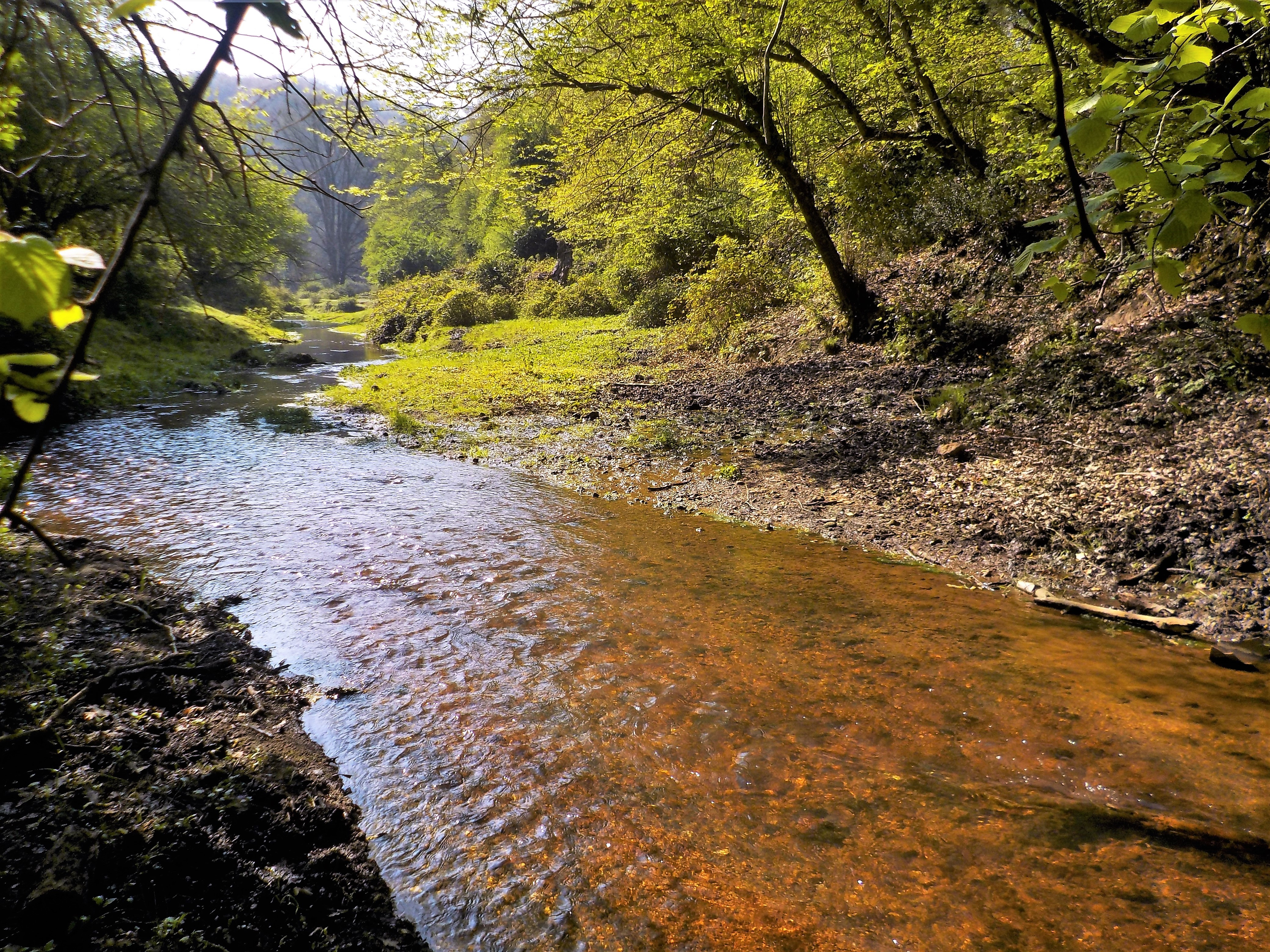

## Description
Le Crémère est formé de la jonction de deux ruisseaux, le Fosso della Mola dei Monti et le Fosso della Mola di Formello. Il se jette dans le Tibre à proximité de Labaro, faubourg de Rome le long de la Via Flaminia.

## Histoire
Le Crémère antique a été identifié avec le Fosso Valchetta.
Le Crémère est surtout connu par son rôle dans l'histoire romaine. L'importante cité étrusque de Véies, rivale de Rome, se dressait sur une colline dominant le Crémère, à l'ouest et au sud.
En 477 av. J.-C. eut lieu sur ses bords la bataille du Crémère, au cours de laquelle, selon la tradition, les 306 Fabii, qu'accompagnaient leurs clients, pris dans une embuscade par les Véiens, furent massacrés jusqu'au dernier.